# Stadion am Wasserturm (Forst (Lausitz))
Das Stadion am Wasserturm ist ein Fußballstadion mit Leichtathletikanlage in der brandenburgischen Kreisstadt Forst (Lausitz) in unmittelbarer Nähe zum Wasserturm Forst (Lausitz).

## Geschichte

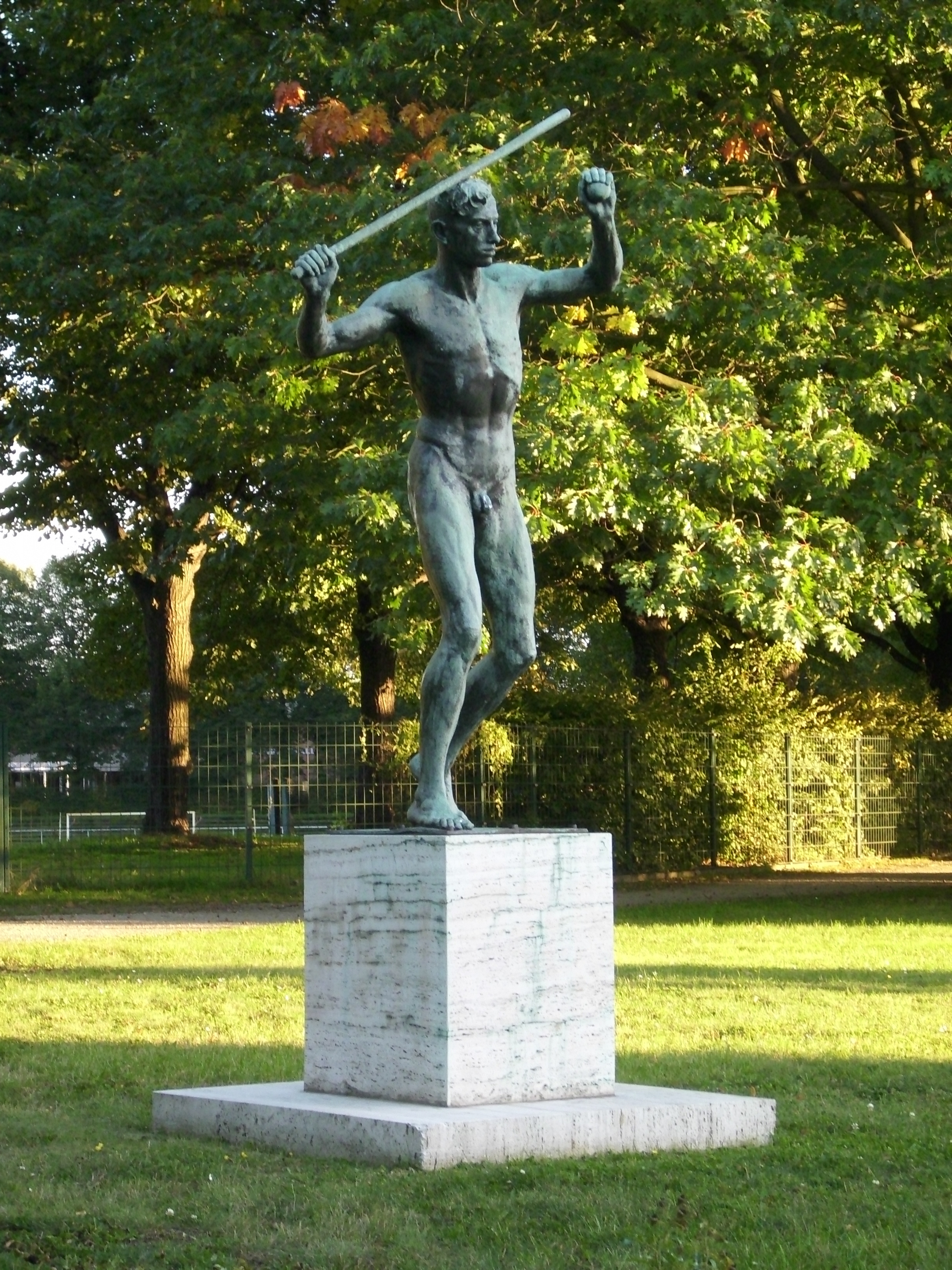
Schlagballspielerfigur am Stadion

Am 1. Juli 1919 wurde mit dem Bau des etwa acht Hektar großen Areals begonnen, dabei wurden primär Arbeitslose für die sogenannten Notstandsarbeiten eingesetzt. Die Tribünen, die Treppenanlage und die nördliche Promenade wurden mit 60.000 Kubikmetern Schutt und Boden aufgeschüttet, die bei Ausschachtungsarbeiten des Häuserbaus am heutigen Platz des Friedens gewonnen wurden. Im Jahr 1921 wurde das Stadion eröffnet. Es bestand neben dem Fußballfeld aus einer Aschenbahn, Weit-, Hoch- und Stabhochsprunganlagen sowie Anlagen für Kugelstoßen, Diskus- und Hammerwurf. Rings um das Sportfeld entstanden mehrere Tennisplätze, ein Planschbecken und eine Rodelbahn. Der östliche Teil des Stadions konnte im Winter geflutet und als Eisbahn genutzt werden.
Bei der deutschen Fußballmeisterschaft 1924/25 wurde das Achtelfinale zwischen dem FC Viktoria Forst und Schwarz-Weiß Essen vor 7.000 Zuschauern im Forster Stadion ausgetragen. Essen setzte sich mit 2:1 durch. Das Halbfinale der Ostdeutschen ATSB-Fußballmeisterschaft 1925/26 wurde ebenfalls im Stadion am Wasserturm ausgetragen. Nach der Machtübernahme der Nationalsozialisten wurde das Stadion in Franz-Seldte-Kampfbahn umbenannt. Auch in dieser Zeit wurde das Stadion für etliche Fußballspiele genutzt, so gab es zum Beispiel am 2. September 1934 ein Freundschaftsspiel zwischen dem Dresdner SC und einer Forster Kreisauswahl vor 4.000 Zuschauern, welches Dresden mit 7:1 gewann.
Zu DDR-Zeiten wurde das Stadion in Stadion der Einheit umbenannt. Die SG Forst-Mitte nutzte es für die Spielzeiten in der Fußball-Landesklasse Brandenburg 1946–1952. Das Finale der Fußball-Landesklasse Brandenburg 1947/48 zwischen der SG Cottbus-Ost und der SG Babelsberg fand vor 14.000 Zuschauern im Forster Stadion statt. Der Lokalrivale Einheit Forst nutzte das Stadion ebenfalls, jedoch nur für Freundschaftsspiele gegen höherklassige Gegner. Die ASG Vorwärts Cottbus spielte im Stadion Ende der 60er Jahre mindestens eine Saison in der zweitklassigen DDR-Liga. 9.000 Zuschauer verfolgten das Spiel Vorwärts Cottbus gegen Energie Cottbus. Die zweite Mannschaft von Vorwärts Cottbus trug ihre Heimspiele in der Bezirksliga Cottbus in den Saisons 1965/66 und 1966/67 ebenfalls im Forster Stadion aus. Des Weiteren fanden im Stadion der Einheit verschiedene Leichtathletikwettkämpfe und die Spartakiade statt. 1961 war das Stadion Etappenziel der Eröffnungsetappe der DDR-Rundfahrt. Zudem war das Stadion Bestandteil der von 1954 bis 1975 in unmittelbarer Nähe beheimateten Kinder- und Jugendsportschule, Vorgänger der Lausitzer Sportschule Cottbus.
Seit der Wende sind der unterklassig spielende ESV Forst (Fußball) und der LTSV Forst 1990 (Leichtathletik) Pächter des Stadions. Die Bausubstanz verfällt zusehends. Es war geplant, das Stadion mitsamt Anlagen zum hundertjährigen Jubiläum im Jahr 2021 zu modernisieren, 2023 wurde schlussendlich einem Beschluss zur Sanierung des Stadions seitens der Stadtverordneten stattgegeben.